# Janówek (Zabłocie)
Janówek – część wsi Zabłocie w Polsce położona w województwie wielkopolskim, w powiecie kolskim, w gminie Grzegorzew.
W latach 1975–1998 Janówek administracyjnie należał do województwa konińskiego.